# Liste des cavités naturelles les plus profondes de Belgique

Belgique.

La liste des cavités naturelles les plus profondes de Belgique recense sous la forme d'un tableau, les cavités souterraines naturelles connues, dont la dénivellation est supérieure ou égale à cinquante mètres.
La communauté spéléologique considère qu'une cavité souterraine naturelle n'existe vraiment qu'à partir du moment où elle est « inventée » c'est-à-dire découverte (ou redécouverte), inventoriée, topographiée et publiée. Bien sûr, la réalité physique d'une cavité naturelle est la plupart du temps bien antérieure à sa découverte par l'homme ; cependant tant qu'elle n'est pas explorée, mesurée et révélée, la cavité naturelle n'appartient pas au domaine de la connaissance partagée.
La liste spéléométrique des plus profondes cavités naturelles de Belgique (≥ 50 m) est  actualisée fin 2019. La valeur « NC » pour le développement signifie que cette donnée n'est pas disponible.
La plus profonde cavité répertoriée en Belgique dépasse les 100 mètres de dénivellation ; il s'agit du trou Bernard.

## Cavités belges de dénivellation supérieure ou égale à50 mètres
58 cavités sont recensées au 31-12-2019.
| Réf. | Cavités                                          | Provinces  | Villages / Communes       | Coordonnées (WGS 84)        | Déniv. (en mètres) | Dével. (en mètres) | Sources ou références                          | Mises à jour |
| ---- | ------------------------------------------------ | ---------- | ------------------------- | --------------------------- | ------------------ | ------------------ | ---------------------------------------------- | ------------ |
| 1    | Trou Bernard                                     | Namur      | Maillen / Assesse         | 50° 21′ 19″ N, 4° 54′ 56″ E | +000140, m         | +1 010, m          | scavalon.be & Inventaires des sites karstiques | 2019         |
| 2    | Grotte de Rochefort                              | Namur      | Rochefort                 | 50° 09′ 16″ N, 5° 13′ 43″ E | +000134, m         | +6 595, m          | Luc Willems & Camille Ek                       | 2019         |
| 3    | Grotte du Père Noël                              | Namur      | Han-sur-Lesse / Rochefort | 50° 06′ 41″ N, 5° 11′ 48″ E | +000128, m         | +2 115, m          | Inventaires des sites karstiques               | 2019         |
| 4    | Grottes de Remouchamps                           | Liège      | Remouchamps / Aywaille    | 50° 28′ 48″ N, 5° 42′ 44″ E | +000110, m         | +3 883, m          | Inventaires des sites karstiques               | 2019         |
| 5    | Grottes de Han                                   | Namur      | Han-sur-Lesse / Rochefort | 50° 07′ 15″ N, 5° 11′ 31″ E | +000110, m         | +10 693, m         | Inventaires des sites karstiques               | 2019         |
| 6    | Trou Wéron                                       | Namur      | Mont / Yvoir              | 50° 21′ 17″ N, 4° 54′ 33″ E | +000110, m         | +3 610, m          | scavalon.be & Inventaires des sites karstiques | 2019         |
| 7    | Souffleur de Beauregard                          | Liège      | Plainevaux / Neupré       | 50° 33′ 07″ N, 5° 32′ 45″ E | +000102, m         | +6 134, m          | Inventaires des sites karstiques               | 2019         |
| 8    | Trou des Nutons                                  | Namur      | Profondeville             | 50° 23′ 34″ N, 4° 50′ 21″ E | +000100, m         | +0750, m           | Inventaires des sites karstiques               | 2019         |
| 9    | Trou qui Fume                                    | Namur      | Furfooz / Dinant          | 50° 12′ 49″ N, 4° 57′ 21″ E | +000100, m         | +0923, m           | Inventaires des sites karstiques               | 2019         |
| 10   | Chantoir de Valentin ou Chantoir n°1 de Morville | Luxembourg | Morville / Durbuy         | 50° 20′ 21″ N, 5° 32′ 04″ E | +0 00094, m        | +0950, m           | Inventaires des sites karstiques               | 2019         |
| 11   | Résurgence d'Éprave                              | Namur      | Éprave / Rochefort        | 50° 08′ 28″ N, 5° 10′ 44″ E | +0 00090, m        | +0182, m           | Inventaires des sites karstiques               | 2019         |
| 12   | Chantoir du Béron Ry                             | Liège      | Remouchamps / Aywaille    | 50° 30′ 00″ N, 5° 42′ 23″ E | +0 00088, m        | +3 089, m          | Inventaires des sites karstiques               | 2019         |
| 13   | Grotte Persévérance                              | Liège      | Sprimont                  | 50° 30′ 31″ N, 5° 39′ 26″ E | +0 00087, m        | +0170, m           | Inventaires des sites karstiques               | 2019         |
| 14   | Grotte La Merveilleuse ex-grotte de Raimpaine    | Namur      | Dinant                    | 50° 15′ 19″ N, 4° 54′ 19″ E | +0 00086, m        | +0830, m           | Inventaires des sites karstiques               | 2019         |
| 15   | Douve aux Salamandres                            | Liège      | Esneux                    | 50° 33′ 21″ N, 5° 33′ 43″ E | +0 00083, m        | +0180, m           | Inventaires des sites karstiques               | 2019         |
| 16   | Abîme de Comblain                                | Liège      | Comblain-au-Pont          | 50° 28′ 37″ N, 5° 33′ 59″ E | +0 00082, m        | +0807, m           | Inventaires des sites karstiques               | 2019         |
| 17   | Réseau de Fresnes                                | Namur      | Lustin / Profondeville    | 50° 22′ 46″ N, 4° 52′ 34″ E | +0 00081, m        | +3 838, m          | scavalon.be                                    | 2019         |
| 18   | Chantoir de Rostenne                             | Namur      | Sommière / Onhaye         | 50° 16′ 26″ N, 4° 52′ 13″ E | +0 00081, m        | +1 179, m          | Inventaires des sites karstiques               | 2019         |
| 19   | Abîme de la Chawresse                            | Liège      | Tilff / Esneux            | 50° 33′ 34″ N, 5° 36′ 06″ E | +0 00080, m        | +5 654, m          | scavalon.be                                    | 2019         |
| 20   | Système Fosse aux Ours - Trou du Muret           | Namur      | Rochefort                 | 50° 09′ 12″ N, 5° 13′ 05″ E | +0 00080, m        | +2 200, m          | Inventaires des sites karstiques               | 2019         |
| 21   | Trou de l'Église                                 | Namur      | Mont / Yvoir              | 50° 21′ 15″ N, 4° 54′ 09″ E | +0 00078, m        | +1 065, m          | scavalon.be                                    | 2019         |
| 22   | Chantoir Dury                                    | Namur      | Mont / Yvoir              | 50° 21′ 16″ N, 4° 54′ 21″ E | +0 00077, m        | +0386, m           | scavalon.be                                    | 2019         |
| 23   | Trou d'Haquin                                    | Namur      | Maillen / Assesse         | 50° 22′ 13″ N, 4° 54′ 40″ E | +0 00075, m        | +4 321, m          | scavalon.be                                    | 2019         |
| 24   | Chantoir de Kin                                  | Liège      | Kin / Aywaille            | 50° 27′ 57″ N, 5° 41′ 49″ E | +0 00074, m        | +0604, m           | scavalon.be                                    | 2019         |
| 25   | Chantoir de la Laide fosse                       | Namur      | Hamerenne / Rochefort     | 50° 08′ 26″ N, 5° 12′ 10″ E | +0 00072, m        | +0800, m           | scavalon.be                                    | 2019         |
| 26   | Grottes de Hotton                                | Luxembourg | Hotton                    | 50° 15′ 33″ N, 5° 27′ 21″ E | +0 00071, m        | +4 450, m          | scavalon.be                                    | 2019         |
| 27   | Trou Picot                                       | Namur      | Rochefort                 | 50° 06′ 41″ N, 5° 11′ 47″ E | +0 00070, m        | +0196, m           | Inventaires des sites karstiques               | 2019         |
| 28   | Puits aux Lampes                                 | Namur      | Rochefort                 | 50° 09′ 57″ N, 5° 15′ 12″ E | +0 00070, m        | +0282, m           | Inventaires des sites karstiques               | 2019         |
| 29   | Caverne du Git du Dos                            | Liège      | Engis                     |                             | +0 00070, m        | NC m               |                                                | 2019         |
| 30   | Trou Ozer                                        | Liège      | Chôdes / Malmedy          | 50° 26′ 24″ N, 6° 02′ 29″ E | +0 00070, m        | +0500, m           | scavalon.be                                    | 2019         |
| 31   | Système Fagnoules - Buc                          | Namur      | Awagne / Namur            | 50° 17′ 24″ N, 4° 56′ 32″ E | +0 00068, m        | +2 969, m          | Inventaires des sites karstiques               | 2019         |
| 32   | Abîme de Lesve                                   | Namur      | Lesve / Profondeville     | 50° 22′ 43″ N, 4° 47′ 44″ E | +0 00068, m        | +0751, m           | Inventaires des sites karstiques               | 2019         |
| 33   | Trou des Manants                                 | Liège      | Tilff / Esneux            | 50° 33′ 27″ N, 5° 35′ 32″ E | +0 00067, m        | +1 646, m          | scavalon.be                                    | 2019         |
| 34   | Chantoir de Rouge-Thiers                         | Liège      | Louveigné / Sprimont      | 50° 30′ 52″ N, 5° 44′ 03″ E | +0 00066, m        | +0729, m           | scavalon.be                                    | 2019         |
| 35   | Trou de la Corde                                 | Namur      | Assesse                   | 50° 21′ 49″ N, 4° 53′ 57″ E | +0 00065, m        | +0250, m           | Inventaires des sites karstiques               | 2019         |
| 36   | Chantoir des Pins ou du Fond de Rostène          | Namur      | Sommière / Onhaye         | 50° 16′ 19″ N, 4° 52′ 38″ E | +0 00065, m        | +0365, m           | Inventaires des sites karstiques               | 2019         |
| 37   | Abri du Risous                                   | Namur      | ?                         |                             | +0 00063, m        | +1 800, m          |                                                | 2019         |
| 38   | Puits des Vaux                                   | Namur      | Furfooz / Dinant          | 50° 12′ 49″ N, 4° 57′ 09″ E | +0 00062, m        | +0280, m           | Inventaires des sites karstiques               | 2019         |
| 39   | Chantoir de Ronsombeux                           | Luxembourg | Ozo / Durbuy              | 50° 22′ 34″ N, 5° 33′ 59″ E | +0 00062, m        | +0488, m           | Inventaires des sites karstiques               | 2019         |
| 40   | Grotte de Ramioul                                | Liège      | Flémalle                  | 50° 34′ 44″ N, 5° 25′ 36″ E | +0 00062, m        | +1 200, m          | Inventaires des sites karstiques               | 2019         |
| 41   | Trou du Nau-Maulin                               | Namur      | Rochefort                 | 50° 09′ 24″ N, 5° 13′ 36″ E | +0 00062, m        | +2 275, m          | scavalon.be                                    | 2019         |
| 42   | Grotte du Noû Bleu                               | Liège      | Sprimont                  | 50° 30′ 58″ N, 5° 38′ 08″ E | +0 00061, m        | +3 723, m          | collectif Noû Bleu                             | 2019         |
| 43   | Trou de la Carrière Rondia                       | Liège      | Sprimont                  | 50° 30′ 31″ N, 5° 39′ 12″ E | +0 00060, m        | 191 m              | Inventaires des sites karstiques               | 2019         |
| 44   | Abîme de Beaumont                                | Liège      | Esneux                    | 50° 32′ 13″ N, 5° 33′ 43″ E | +0 00059, m        | +0492, m           | Inventaires des sites karstiques               | 2019         |
| 45   | Résurgence de Goffontaine                        | Liège      | Pepinster                 | 50° 33′ 56″ N, 5° 45′ 47″ E | +0 00058, m        | +0105, m           | Inventaires des sites karstiques               | 2019         |
| 46   | Réseau de Bois de Waerimont                      | Namur      | Éprave / Rochefort        | 50° 08′ 44″ N, 5° 11′ 16″ E | +0 00058, m        | +4 429, m          | scavalon.be & Jos Beyens et Paul De Bie        | 2019         |
| 47   | Chantoir de la Fosse aux Renards                 | Luxembourg | Wéris / Durbuy            | 50° 19′ 16″ N, 5° 31′ 31″ E | +0 00058, m        | +0350, m           | Inventaires des sites karstiques               | 2019         |
| 48   | Système Trou de l'Enfer - Trou aux Fissures      | Liège      | Sprimont                  | 50° 30′ 29″ N, 5° 39′ 08″ E | +0 00057, m        | +0999, m           | scavalon.be                                    | 2019         |
| 49   | Trou des Copères                                 | Namur      | Waulsort / Hastière       | 50° 14′ 36″ N, 4° 53′ 12″ E | +0 00057, m        | +0250, m           | Inventaires des sites karstiques               | 2019         |
| 50   | Grand faille du Fond des Cris ou grotte Rouxhet  | Liège      | Chaudfontaine             | 50° 35′ 06″ N, 5° 37′ 35″ E | +0 00057, m        | +1 068, m          | Inventaires des sites karstiques               | 2019         |
| 51   | Grotte de Montfat                                | Namur      | Dinant                    | 50° 15′ 30″ N, 4° 55′ 00″ E | +0 00056, m        | +0270, m           | Inventaires des sites karstiques               | 2019         |
| 52   | Trou Victor                                      | Liège      | Tilff / Esneux            | 50° 33′ 42″ N, 5° 36′ 33″ E | +0 00054, m        | +0180, m           | Inventaires des sites karstiques               | 2019         |
| 53   | Grotte Michaux                                   | Liège      | Olne                      | 50° 35′ 33″ N, 5° 44′ 32″ E | +0 00053, m        | +1 127, m          | Inventaires des sites karstiques               | 2019         |
| 54   | Galerie des Sources                              | Namur      | Houyet                    | 50° 12′ 58″ N, 4° 56′ 55″ E | +0 00052, m        | +2 224, m          | scavalon.be                                    | 2019         |
| 55   | Trou Manto                                       | Liège      | Ben Ahin / Huy            | 50° 30′ 30″ N, 5° 11′ 46″ E | +0 00052, m        | +0626, m           | scavalon.be                                    | 2019         |
| 56   | Trou des Photophores                             | Liège      | Comblain-au-Pont          | 50° 28′ 31″ N, 5° 33′ 40″ E | +0 00052, m        | 144 m              | Inventaires des sites karstiques               | 2019         |
| 57   | Grotte Monceau                                   | Liège      | Tilff / Esneux            | 50° 33′ 28″ N, 5° 34′ 25″ E | +0 00050, m        | 435 m              | Inventaires des sites karstiques               | 2019         |
| 58   | Abîme de Nansnioule                              | Luxembourg | Verlaine / Durbuy         | 50° 24′ 14″ N, 5° 30′ 44″ E | +0 00050, m        | 131 m              | Inventaires des sites karstiques               | 2019         |